# Lipovník (Košice)
Lipovník (in ungherese Hárskút) è un comune della Slovacchia facente parte del distretto di Rožňava, nella regione di Košice.